# Yōko Kamikawa
Yōko Kamikawa (上川 陽子?, Kamikawa Yōko; Shizuoka, 1º marzo 1953) è una politica giapponese, membro al Partito Liberal Democratico e ministra degli affari esteri dal 2023 al 2024.

## Biografia
Nata a Shizuoka, nell'omonima prefettura, il 1º marzo del 1953, Yōko Kamikawa si è laureata in relazioni internazionali all'università imperiale di Tokyo nel 1977. Inizialmente ha lavorato come ricercatrice alla Mitsubishi. Nel 1988 ha conseguito un master in pubblica amministrazione presso la John F. Kennedy School of Government di Harvard, negli Stati Uniti.
Viene eletta una prima volta alla Camera dei rappresentanti nel 2000 come indipendente per il 1º distretto di Shizuoka. Tre anni dopo, quando nel frattempo si era schierata con il Partito Liberal Democratico, perde questo distretto. Rimane tuttavia membro della Camera dei rappresentanti.
Riconquista la sua circoscrizione elettorale durante le elezioni del 2005. A seguito di queste elezioni e di un ulteriore rimpasto del terzo gabinetto di Jun'ichirō Koizumi, diviene segretaria parlamentare presso il ministro degli affari interni e delle comunicazioni Heizō Takenaka.
Nel 2007, durante il rimpasto del governo di Shinzō Abe, viene nominata ministra di Stato per l'uguaglianza di genere e gli affari sociali e riconfermata anche dal seguente primo ministro Yasuo Fukuda.
A seguito del rimpasto ministeriale del 2008, Yōko Kamikawa non viene riconfermata nel nuovo governo.
Nell'ottobre del 2014 viene nominata ministra della giustizia nel secondo governo Abe. Ha ricoperto questa carica fino all'ottobre dell'anno successivo. Ricopre nuovamente la carica di ministra della giustizia nell'agosto del 2017 fino all'ottobre del 2018, e nel settembre del 2020 fino all'ottobre dell'anno seguente..
Durante il suo mandato come ministra della giustizia, ha giustiziato 16 persone, comprese quelle nel braccio della morte nel caso Aum Shinrikyo.
Nel settembre 2023, a seguito di un rimpasto del governo, viene nominata ministra degli affari esteri dal primo ministro Kishida, sostituendo il politico Yoshimasa Hayashi.